# Elephastomus carnei
Elephastomus carnei là một loài bọ cánh cứng trong họ Geotrupidae. Loài này được Krikken miêu tả khoa học năm 1976.